# 카마쿠라 치아키
카마쿠라 치아키(鎌倉千秋, かまくら ちあき 1978년 11월 30일 ~ 시즈오카현 야이즈시)은 일본의 언론인이며 NHK 소속의 여성 아나운서이다.

## 생애 및 학력
카마쿠라 치아키(鎌倉千秋) 아나운서는 1978년 11월 30일 일본 시즈오카현 야이즈시에서 일본인 아버지와 대만 출신 어머니 사이에서 태어났다. 그녀는 시즈오카시 아오이구에 있는 시즈오카 후타바 고등학교(静岡 雙葉高等学校) 졸업하고 가나가와현 후지사와시에 있는 게이오기주쿠 대학에 종합 정책 학부를 졸업했다. 그녀는 일본어.영어.중국어 3개 국어를 구사하는 특징을 갖고 있다.

## 입사
2001년 NHK에 입사했다. 그녀는 첫 발령지인 NHK 오키나와 방송국에서 아나운서 생활을 시작했다. 그 후 도쿄도 NHK 방송 센터로 옮긴 후 NHK 해외지부으로 발령받았았는데 특히 중국지부에서 옮겼다. 그녀는 NHK 중국지부에서 활동한 후
다시 2016년 3월에 다시 NHK 방송 센터로 옮겨 지금까지도 활동하고 있다.